# Bakkaflói
Bakkaflói är en vik i republiken Island.   Den ligger i regionen Norðurland eystra, i den nordöstra delen av landet, 400 km nordost om huvudstaden Reykjavík.